# 陽だまり (村下孝蔵の曲)
「陽だまり」（ひだまり）は、村下孝蔵の楽曲で、1987年9月21日にCBSソニーよりシングルが発売された。

## 背景
村下のデビュー8年目、12枚目のシングルとして発売された。

### 陽だまり
同年発売のアルバム『陽だまり』のタイトル曲・6曲目として収録された。
高橋留美子原作のテレビアニメ『めぞん一刻』最終クールオープニングの主題歌として起用され、ジャケットの隅には同作のヒロインである音無響子が描かれている。また、映画『めぞん一刻 完結篇』の予告編でも使用されたが、本編では一切使用されていない。なお、村下が発表したシングルのうち、唯一のアニメソングとなった。

### 白い花の咲く頃
もともとは蔡楓華（香港）への提供曲として「讓你自由」（歌詞は広東語）のタイトルで、1985年発売のアルバム『愛不是遊戲』に収録された曲。本作はその日本語セルフカバーとなる。

## 記録
オリコンチャートでは週間61位にチャートインし、1.5万枚の売り上げを記録した。
2019年にNHK BSプレミアムで放送された『発表！全るーみっくアニメ大投票 高橋留美子だっちゃ』の歌部門にて6位にランクインした。

## 収録曲
| 全作詞・作曲: 村下孝蔵。 |                    |           |            |          |      |
| #                        | タイトル           | 作詞      | 作曲・編曲 | 編曲     | 時間 |
| 1.                       | 「陽だまり」       | 村下孝蔵  | 村下孝蔵   | 水谷公生 | 4:01 |
| 2.                       | 「白い花の咲く頃」 | 村下孝蔵  | 村下孝蔵   | 遠山裕   | 4:53 |
| 合計時間:                | 合計時間:          | 合計時間: | 8:54       |          |      |

## カバーした歌手
音源化された作品一覧
| 歌手           | リリース       | 収録された作品                                             | 備考                             |
| 陽だまり       | 陽だまり       | 陽だまり                                                   | 陽だまり                         |
| -------------- | -------------- | ---------------------------------------------------------- | -------------------------------- |
| 三木眞一郎     | 1995年12月21日 | アルバム『とうきょうデンキKIRAKIRA合唱団 THE HEROS』       |                                  |
| 白い花の咲く頃 |                |                                                            |                                  |
| 中村善郎       | 2006年7月12日  | アルバム『絵日記と紙芝居〜村下孝蔵トリビュートアルバム〜』 | 村下孝蔵のトリビュート・アルバム |